# Ekefors naturreservat
Ekefors är ett naturreservat i Urshults socken i Tingsryds kommun i Småland (Kronobergs län).
Reservatet är skyddat sedan 2014 och är 42 hektar stort. Det är beläget 2,5 km nordväst om Urshult vid sjön Åsnens utlopp i Havbältesfjorden.

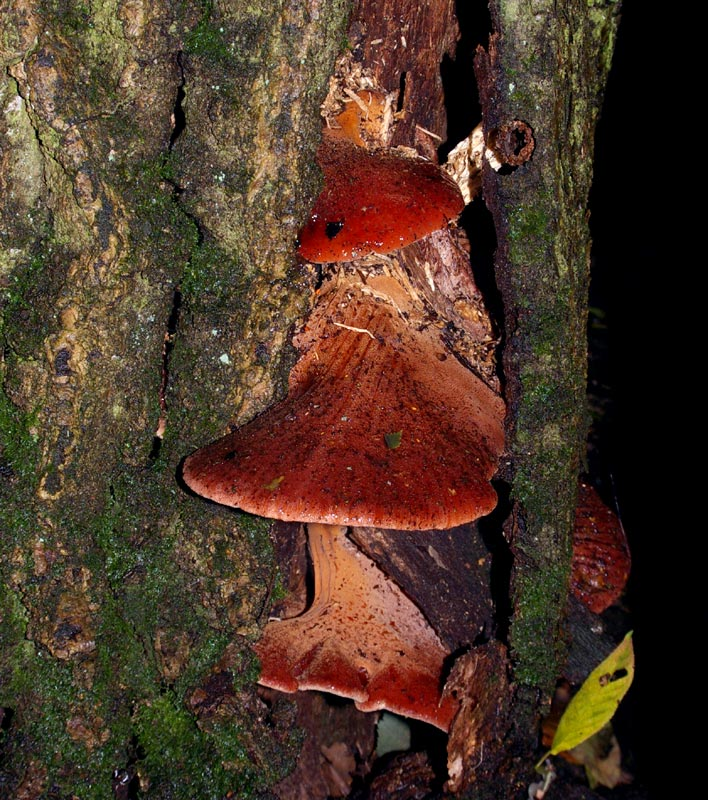
Oxtungssvampar

Området kännetecknas av betade, öppna och mer eller mindre trädbevuxna hagmarker, samt lövskog som till stor del består av ädellöv med
främst bok och ek.
En del träd är mycket grova. På ekar kan man finna gulpudrad spiklav, sotlav och oxtungssvamp. På enstaka bokar förekommer bokvårtlav och havstulpanlav.
Gullviva, jungfrulin och sommarfibbla kan ses växa i de betade hagmarkerna.
I sydost gränsar området till Hackekvarns naturreservat.